# The Man in the Glass Booth
The Man in the Glass Booth (Brasil: Um Homem na Caixa de Vidro / Portugal: O Homem das Duas Faces) é um filme norte-americano de 1975, do gênero drama, dirigido por Arthur Hiller  e estrelado por Maximilian Schell e Lois Nettleton.